# 肉 (2013年の映画)
『肉』（にく、We Are What We Are）とは、2013年のアメリカ合衆国のホラー映画。監督はジム・ミックル。
メキシコのホラー映画『猟奇的な家族』のリメイクであるこの映画は、恐ろしい秘密を抱えた家族を描いた作品である。
2013年5月に開催された第66回カンヌ国際映画祭の監督週間で上映された。

## ストーリー
ニューヨーク北部の片田舎に暮らすパーカー家。一見、平凡で静かに慎ましく生きて来た彼らの生活が、母親エマの不慮の事故死により、一変してしまう。美しい姉妹・アイリスとローズは、ずっと隠されてきた『秘密』を母親の代わりに担う事になる。しかしそれは、可憐な少女には不向きな、あまりにも過酷で残酷な秘密、人肉食だった。

## キャスト
※括弧内は日本語吹替
- フランク・パーカー - ビル・セイジ（土師孝也）
- アイリス・パーカー - アンビル・チルダーズ（豊崎愛生）
- ローズ・パーカー - ジュリア・ガーナー（米澤円）
- ロリー・パーカー - ジャック・ゴア
- マージ - ケリー・マクギリス
- アンダース保安官代理 - ワイアット・ラッセル
- ミークス保安官 - ニック・ダミチ（英語版）
- バロー医師 - マイケル・パークス
- アリス・パーカー - オデイア・ラッシュ

## 日本での公開
あまりにも過激な内容であるため多くの国でシーンがカットされた一方、日本では修正なしでR18＋での公開となった。
日本でのポスターのアートディレクションは、nixgraphics.co,ltdが担当しており、題名の「肉」の文字はレースで描かれている。